# 南雲親一郎
南雲親一郎（日语：／ Nagumo Shinichirō，1886年9月19日—1963年11月22日）是一名日本陸軍軍人，曾任滿洲國陸軍軍官學校校長，也是大韓民國總統朴正熙的恩師，最終軍階為陸軍少將。

## 生平
1886年，南雲出生於山形縣，並畢業於陸軍士官學校第19期。1933年8月晉升為陸軍步兵上校，被派至第2師團司令部，後調配至新潟醫科大學。1935年3月15日，轉任津連隊區司令官，1936年擔任步兵第78聯隊長。  
1937年8月2日晉升為陸軍少將，經歷第8師團司令部後，於9月16日擔任步兵第108旅團長（北支那方面軍第110師團），參與第二次中日戰爭，負責京漢鐵路沿線、石門地區的警備，以及在冀西、晉察冀邊區進行掃蕩戰，以維持治安。1939年5月31日，調任北支那方面軍司令部，7月22日出任獨立混成第15旅團長（北支那方面軍）。同年12月1日被命令待命，12月28日編入預備役。  
之後，他擔任滿洲國陸軍軍官學校校長，朴正熙於1944年自該校畢業。據說畢業後，朴正熙贈送了高麗人參給他。  
1945年3月31日，南雲被召集，擔任山形連隊區司令官兼山形地區司令官。1947年11月28日，被暫時指定為公職追放對象。  
1961年11月，當時擔任國家重建最高會議議長的朴正熙訪日時，在與日本首相池田勇人會談後舉行的午餐會上，南雲受邀出席，並與朴正熙再度相見。

## 榮譽
- 韓國併合紀念章（1912年8月1日）[10]

## 備註
1. 1 2 3 4 5 6 7 8 9 10  福川 2001，538頁.
2. 1 2 3 4 5 6 7  독도문제 빌미된 ‘친일 군인’ 박정희의 ‘독도밀약’ （页面存档备份，存于） ハンギョレ 2011年5月15日
3. 1 2 3 4 5 6  外山 1981，247頁.
4. ↑  『官報』第2459号「叙任及辞令」1935年3月16日。
5. ↑  外山・森松 1987，514頁.
6. ↑  外山・森松 1987，511頁.
7. ↑  外山・森松 1987，516頁.
8. ↑  . 亞洲歷史資料中心 （日语）.
9. ↑  総理庁官房監査課編『公職追放に関する覚書該当者名簿』日比谷政経会、1949年、「昭和二十二年十一月二十八日 仮指定者」106頁。
10. ↑  『官報』第219号・付録「辞令」1913年4月25日。